# Мун Тауншип (округ Аллегені, Пенсільванія)
Мун Тауншип (англ. Moon Township) — селище (англ. township) в США, в окрузі Аллегені штату Пенсільванія. Населення — 27 240 осіб (2020).

## Демографія
Згідно з переписом 2010 року, у селищі мешкало 24 185 осіб у 9646 домогосподарствах у складі 6186 родин. Було 10438 помешкань
Расовий склад населення:
| - 89,8 % — білих - 4,5 % — чорних або афроамериканців - 3,1 % — азіатів - 0,1 % — корінних американців |

До двох чи більше рас належало 1,7 %. Частка іспаномовних становила 2,0 % від усіх жителів.
За віковим діапазоном населення розподілялося таким чином: 21,4 % — особи молодші 18 років, 65,7 % — особи у віці 18—64 років, 12,9 % — особи у віці 65 років та старші. Медіана віку мешканця становила 39,0 року. На 100 осіб жіночої статі у селищі припадало 99,0 чоловіків;  на 100 жінок у віці від 18 років та старших — 98,8 чоловіків також старших 18 років.
Середній дохід на одне домашнє господарство  становив 97 111 долар США (медіана — 72 921), а середній дохід на одну сім'ю — 119 314 долари (медіана — 101 059). Медіана доходів становила 62 078 доларів для чоловіків та 48 317 доларів для жінок. За межею бідності перебувало 7,6 % осіб, у тому числі 5,8 % дітей у віці до 18 років та 5,1 % осіб у віці 65 років та старших.
Цивільне працевлаштоване населення становило 13 875 осіб. Основні галузі зайнятості: освіта, охорона здоров'я та соціальна допомога — 21,3 %, науковці, спеціалісти, менеджери — 13,8 %, виробництво — 12,1 %, мистецтво, розваги та відпочинок — 11,0 %.